# Дреговичи
Дреговичи (рус. Дреговичи, укр. Дреговичі, струс. ) су били племе источних старих Словена, које је насељавало обале реке Припјате и горњи ток реке Западне Двине. Једно су од племена поменутих у Повести минулих лета.

## Етимологија
Име овог племена је вероватно повезано са речима „дрегува” (балтичка реч) или „дригва” (белоруска реч) − мочвара и словенског суфикса „ичи” (ићи или ити). Верује се да назив „Дрегович” указује на природу подручја које је племе настањивало (струс. сѣдоша межи Припѣтью и Двиною...и наркошас̑  Дреговичи − живели су између река Припјат и Западна Двина... и звали су се Дреговичи (види „Припјатске мочваре“)).

## Историја
Највећи градови „Дреговича” били су Турав, Мозир, Клецк, Слуцк итд. Земља „Дреговича” била је независна кнежевина, чији је главни град био Турав. У 10 веку. ова кнежевина је постала део Кијевске Русије. Кијевски кнез Владимир Свјатославич током поделе Руске земље на делове, већи део земље „Дреговича” укључио је у састав Туравско-Пинске кнежевине, а мањи југозападни део у састав Полоцке кнежевине.
„Дреговичи” су заједно са Радимичима, Кривичима и балтичким Јатвјагима учествовали у стварању белоруског народа; а део „Дреговича” у стварању  украјинског народа.
Према археолошким подацима, Дреговичи су се претежно бавили пољопривредом, али такође су се бавили трговином и занатима (обрада гвожђа, грнчарија итд.). Постоје многи дреговички археолошки налази из 9-10 века (остаци насеља, хумке са кремираним остацима). У хумкама „Дреговича” из 11-12 века кремирани остаци покојника су сахрањивани некад у ковчегу, а некад у брвнари с двоводним кровом.
Последњи пут су Дреговичи под овим именом поменути 1149. године.